# Lennukella
Lennukella is een geslacht van uitgestorven kreeftachtigen uit de klasse van de Ostracoda (mosselkreeftjes).

## Soorten
- Lennukella europaea (Oepik, 1937) Jaanusson, 1957 †
- Lennukella hendricksi Schallreuter, 1985 †